# Гайцан Микола Іванович

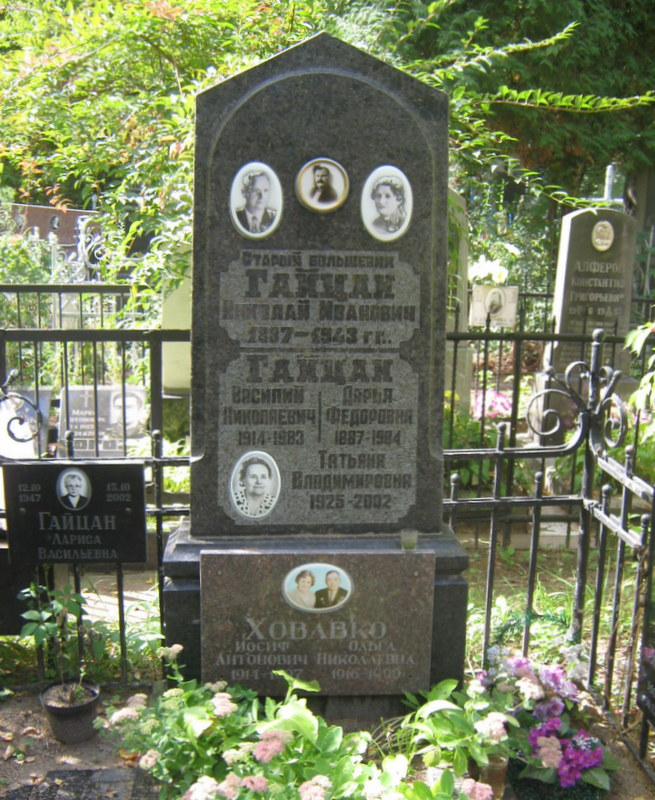
Могила Миколи Гайцана

Гайца́н Мико́ла Іва́нович (1887 — 1943) — київський підпільник часів радянсько-німецької війни, керівник організації «Арсеналець».

## Біографія
Народився в 1887 році. Працював на київському заводі «Арсенал». Учасник Жовтневого збройного повстання 1917 року в Києві.
Восени 1941 року, під час окупації Києва німцями, організував і очолив підпільну прорадянську партійну організацію «Арсеналець». До серпня 1943 року організація складалася з чотирьох підпільних груп, які об'єднували 98 осіб. Підпільники рятували людей від угону їх до Німеччини, випускали листівки «Радянський голос», в яких викривали нацистський режим, розповідали про події на фронті. «Арсеналець» надавав допомогу людьми, зброєю і медикаментами партизанським загонам.
На початку серпня 1943 року, після того, як був виданий зрадником, покінчив із собою. Похований на Байковому кладовищі (ділянка № 9).

## Ушанування пам'яті
У 1964–2015 роках на честь Миколи Гайцана називалася вулиця в Печерському районі Києва.
1979 року в київському видавництві «Молодь» вийшла художньо-документальна повість «Полум'я не згасне» письменника Леоніда Ковальчука — про життя та діяльність Миколи Гайцана.